# Consejo Nacional Ucraniano
El Consejo Nacional Ucraniano de la República Popular Ucraniana Occidental (en ucraniano: Українська Національна Рада Західноукраїнської Народної Республіки), hasta el 13 de noviembre de 1918, Consejo Nacional Ucraniano, fue un órgano representativo de los ucranianos del antiguo Imperio austrohúngaro, que se convirtió en órgano legislativo supremo de la República Popular Ucraniana Occidental.

## Historia

### Consejo Nacional Ucraniano como órgano representativo
El 18 de octubre de 1918 se estableció en Leópolis el Consejo Nacional Ucraniano como órgano representativo de los ucranianos de la monarquía austrohúngara. El 18 y 19 de octubre de 1918, el Consejo convocó una konstituanta, una asamblea representativa de unas 500 personas, en la Casa del Pueblo de Leópolis (en ucraniano: Народний Дім) para la realización del derecho a la autodeterminación de los territorios ucranianos dentro del imperio austrohúngaro, que se estaba desmoronando.
El 19 de octubre de 1918, el Consejo Nacional Ucraniano proclamó la independencia de las tierras ucranianas en el antiguo Imperio austrohúngaro bajo el nombre de República Popular Ucraniana Occidental. Leópolis, la ciudad más grande de Galicia, fue declarada capital del país.
El primer presidente del consejo fue Kost Levytsky.

### Consejo Nacional Ucraniano como el parlamento de la RPUO
El Consejo Nacional Ucraniano de la RPUO estaba formado por todos los miembros ucranianos de ambas cámaras del Consejo Imperial de Austria (Cámara de Diputados y Cámara de los Lores), el Sejm regional de Galicia y el Sejm de Bucovina, representantes del episcopado y tres representantes del principal partido ucraniano de esas tierras. Además, se cooptó a famosos expertos no partidarios y representantes de la juventud. Después de la selección de representantes para povits (condados) y ciudades, y para el establecimiento de minorías nacionales que no habían hecho uso de este derecho, el Consejo en su totalidad tenía 150 miembros. Se planeó que el organismo tenga 226 miembros, con escaños asignados en proporción al porcentaje de cada grupo del número total de ciudadanos (ucranianos: 160, polacos: 33, judíos: 27, alemanes: 6).
El Consejo tenía la competencia legislativa de un parlamento y controlaba la república, antes de la creación de la Secretaría de Estado como gobierno.
La composición del partido en la Junta de UNRada incluía a 6 representantes del PNUD, 2 de socialdemócratas y 2 radicales (Lev Bachinski y Hrits Duvirak) que tenían la oportunidad de nombrar altos ejecutivos de organismos estatales para aprobar leyes y participar en la aprobación del gobierno. que se formó el 4 de febrero de 1919. El nuevo gobierno de la República estuvo encabezado por Sidir Holubovich, quien al mismo tiempo se convirtió en secretario de finanzas, comercio e industria.
Antes de la transición del poder a la República Popular Ucraniana Occidental y al Ejército ucraniano de Galitzia, el Departamento del Consejo y la Secretaría de Estado transfirieron temporalmente sus poderes constitucionales al presidente Petrushévich como "dictador autorizado" que tenía pleno poder ejecutivo militar y civil para convocar al Consejo a asamblea plenaria.